# محيي هلال السرحان
محيي هلال السرحان (1932 - 29 تموز 2024) باحث ومحقق عراقي، وكاتب ومؤرِّخ، متخصص في تحقيق المخطوطات.

## سيرته
ولد محيي هلال السرحان العقيلي في تكريت سنة 1932، وحصل على شهادة الدكتوراه (بمرتبة الشرف الأولى) من كلية الشريعة والقانون في جامعة الأزهر وقد تخصص في الفقه المقارن. حقَّق الكثير من المخطوطات التي كان أولها كتاب أدب القاضي للماوردي (ت 450هـ)، وآخرها كتاب طبقات الحنفية لعلي بن أمر الله الحنائي (ت 979 هـ)، وألَّف العديد من الكتب سواء كانت منهجية أو تعليمية، وأسهم في بحوث متعددة داخل العراق وخارجه. وأشرف على رسائل الدكتوراه والماجستير ومناقشتها، وكان له نشاط كبير في عدد من الجمعيات والمؤسسات منها عضويته في اتحاد الكتاب والمؤلفين، والجمعية التأريخية، واتحاد المؤرِّخين، ونقابة المعلمين، ونقابة الصحفيين. وتولَّى إدارة تحرير مجلة الشريعة والقانون ومجلة الرسالة الإسلامية.
أجاد اللغتين العربية والإنكليزية، وعرف شيئًا من الألمانية. وفي لقاء له مع الدكتور فهد السنيدي ذكر أنه تعلم اللغة الفارسية واللغة الفرنسية أثناء دراسته في الجامعة، وكانت متطلبًا جامعيًا على الطالب أن يتعلم لغة أجنية ثانية ولغة شرقية.

## في خدمة اللغة العربية
كان للدكتور السرحان عناية باللغة العربية وآدابها، فأصدر كتاب «دروس في قواعد اللغة وآدابها» في ثلاثة أجزاء، ثم أعقبه بكتاب «الوجيز في اللغة العربية»، والغرض منهما تيسير قواعد اللغة للطلبة في مختلِف الاختصاصات والمستويات. وكان له نشاط لغوي في وسائل الإعلام، وتعقيبات وتعليقات كثيرة على الأخطاء الواقعة في الصُّحف والإذاعة والتلفزة، وكتب بحوثًا ومقالات عن هذه الأخطاء ومعالجتها، ونشر داخل العراق وخارجه، في مجلة المجمع العلمي في بغداد، ومجلة المرشد المعلم في عمَّان، ومجلة التمدُّن الإسلامي في دمشق وغيرها.
ونبَّه على ما يظهر من أخطاء لغوية في وسائل الإعلام المختلفة، والأوهام التي يقع فيها المصحِّحون، وعُني ببيان ما يحسِّن أساليب الكتابة، مع بإثارة غيرة المثقفين العرب على لغتهم، وقد كتب تحت هذا العنوان «رفقًا باللغة أيها المصحِّحون اللغويون» أوضح فيه أنهم يخطِّئون ما هو صحيح، وإن صحيحهم من الأخطاء.

وله بعض الشعر، من ذلك قوله:

## تحقيقاته
- أدب القاضي، تأليف الماوردي الذي طبع في جزأين عام 1971-1972
- شرح أدب القاضي للخصاف تأليف الصدر الشهيد ابن مازة الحنفي وطبع بأربعة أجزاء
- تسهيل النظر وتعجيل الظفر للمارودي.
- أدب القضاء لابن أبي الدم الحموي وطبع في جزأين عام 1984.
- أدب الفتيا للسيوطي، وطبع عام 1986.
- أدب الشهور لابن سراقة العامري، وطبع عام 1990.
- مرشدة المشتغلين في أحكام النون الساكنة والتنوين للطبلاوي، طبع عام 2002.
- تحفة نجباء العصر في أحكام النون الساكنة والتنوين والمد والقصر لزكريا الأنصاري، وطبع عام 1986.
- طبقات الحنفية لعلي الحنائي، طبع عام 2004.
- التلخيص في تفسير القران العظيم لموفق الدين الموصلي المعروف بالكواشي، وهو مطبوع في أربعة أجزاء.
- سير أعلام النبلاء للذهبي، بالاشتراك مع عدد من المحققين، بإشراف الشيخ شعيب الأرنؤوط.[6]

## مؤلفاته
- تحقيق مخطوطات العلوم الشرعية.
- القواعد الفقهية ودورها في إثراء التشريعات الحديثة.
- أصول تدريس اللغة العربية والتربية الإسلامية.
- الشهادتان: معناهما وفضيلتهما واحكامهما والتوحيد بهما.
- النظرية العامة للقضاء في الإسلام.
- الوجيز في اللغة العربية لغير المتخصصين.
- أصول البحث وتحقيق النصوص في العلوم الإسلامية.
- تحقيق مخطوطات العلوم الشرعية، بالاشتراك.
- المكتبة وأصول البحث، وهو كتاب منهجي، بالاشتراك.
- الخطابة، وهو كتاب منهجي، بالاشتراك.
- مناهج المفسِّرين، وهو كتاب منهجي في كلية العلوم الإسلامية جامعة بغداد، بالاشتراك.
- دروس في قواعد اللغة العربية وآدابها، وهو كتاب منهجي، بالاشتراك.
- الفقه الإسلامي، وهو كتاب منهجي مقرَّر تدريسه في المعاهد الإسلامية، بالاشتراك.[6]

## وفاته
توفي محيي هلال السرحان في العراق، يوم الاثنين 23 من المحرَّم 1446هـ الموافق 29 يوليو (تموز) 2024م.